# Theodor Malm
Bror Theodor „Thodde” Malm (ur. 23 października 1889 w Sztokholmie, zm. 2 października 1950 w Sztokholmie) – szwedzki hokeista i piłkarz, reprezentant kraju grający na pozycji obrońcy. Był również zawodnikiem bandy.

## Kariera klubowa
Podczas swojej kariery piłkarskiej Theodor Malm występował w AIK Fotboll. Z AIK trzykrotnie zdobył mistrzostwo Szwecji w 1911, 1914 i 1916.

## Kariera reprezentacyjna
W reprezentacji Szwecji Malm zadebiutował 12 lipca 1908 w wygranym 11-3 towarzyskim meczu z Norwegią. W tym samym roku był w kadrze Szwecji na Igrzyska Olimpijskie w Londynie. Na turnieju w Anglii wystąpił w przegranym meczu z amatorską reprezentacją Wielkiej Brytanii. W 1912 po raz drugi uczestniczył w Igrzyskach Olimpijskich. Na turnieju w Sztokholmie był rezerwowym i nie wystąpił w żadnym meczu. Ostatni raz w reprezentacji wystąpił 19 września 1920 w przegranym 0-1 towarzyskim spotkaniu z Finlandią. W sumie w reprezentacji wystąpił w 26 spotkaniach.

## Kariera hokejowa i bandy
W hokeja na lodzie i bandy Malm grał w klubie AIK Fotboll. W 1909 i 1914 zdobył z nim mistrzostwo Szwecji w bandy.